# La Junta (Chile)
La Junta es una localidad chilena, perteneciente administrativamente a la comuna de Cisnes, en la Región de Aysén del General Carlos Ibáñez del Campo.
Sus actividades económicas principales son la ganadería, el comercio y el turismo por ser la primera localidad del extremo norte de la región.

## Ubicación
La ubicación en que se encuentra esta localidad la posiciona como un punto estratégico para el desarrollo en la zona norte de la región de Aysén, siendo punto de encuentro de las distintas localidades que componen la cuenca del Palena. La localidad dispone de hoteles de montaña, hospedajes, restaurantes, servicios de transporte terrestre, correo, Internet, teléfono, señal de celular, servicentros, talleres mecánicos, supermercados, posta, Carabineros y aeródromo.

## Historia
Al igual que gran parte de la Región de Aysén, la población de La Junta es de corta data. Hacia los años 1960, existían tres poblaciones a lo largo de la cuenca del río Palena: Alto Palena, Medio Palena y Bajo Palena. Con el paso de los años, diversos colonos llegaron a Medio Palena para desarrollar la ganadería. Como por ejemplo, la familia Gallardo, Arre, Diocares, Barria. (Principales familias de la zona). Los Gallardo y Barria llegaron desde el sector de Puelo (Región de Los Lagos) en el año 1953 tropeando cerca de 100 animales, viaje que duró un mes por Argentina. Saliendo por el paso fronterizo Lago Puelo y entrando por el sur en el paso fronterizo Río Encuentro en Palena. Debido a su ubicación estratégica, la zona se convirtió en un buen lugar para el traslado de animales y el aprovisionamiento de los arreos que llevaban los animales al puerto de Puyuhuapi y Bajo Palena, para luego trasladarlos vía marítima a Puerto Montt. Algunas Familias, como la familia Gallardo vendía su ganado en Puerto Montt. Para ello arreaban por 3 días desde el sector el Aura (20 km al norte de La Junta) por la cordillera hacia Palena, luego cruzaban el lago Yelcho en balsa para finalmente llegar a Chaitén y esperar el barco con destino a Puerto Montt. 
En 1963 fue fundada oficialmente la localidad de La Junta, para lo cual el Ministerio de Tierras y Colonización entregó terrenos a las colonos que se asentaran allí. Sin embargo, el aislamiento de la localidad fue grave en los primeros años. Es considerado uno de los pueblos que sufrió de más aislamiento en toda la Patagonia ya que no es un pueblo fronterizo ni costero, como lo han sido la mayoría de los asentamientos en la Patagonia. Está inmerso entre valles de la cordillera de los Andes. El contacto con los poblados argentinos al otro lado de la frontera era más fácil de realizar que con otros centros de abastecimiento en Chile. Pero aun así dirigirse a Argentina demoraba tres días a caballo (Con malas condiciones climáticas, podía tardar más). Como en toda la Patagonia chilena, forman parte de la cultura local, la cultura del gaucho. El mate, el juego del truco, la taba, destrezas gauchas, como jineteada gaucha y apialaduras además del folclore argentino.
Con el paso de los años, la conectividad mejoró, especialmente tras la inauguración de la Carretera Austral que permitió dar continuidad a la comunicación con el resto de la región. Diversas tareas para mejorar la economía de la zona han sido realizadas, especialmente respecto al manejo del bosque nativo para la producción maderera sustentable y el desarrollo ganadero.
En 1984, una propuesta de crear una «comuna de La Junta» fue presentada ante la Junta Militar de Gobierno, junto a diversas reformas administrativas de la región de Aysén. Aunque el nombre de la localidad era previo al establecimiento de la dictadura militar, la posibilidad de asociación del nombre de la nueva división administrativa con el grupo colegiado llevó a que la idea fuera pospuesta y finalmente jamás implementada.
En 2000 se construyó un monumento en el mismo sector, que refería al nombre no oficial de la Carretera Austral, "General Augusto Pinochet"Carretera Austral#/media/Archivo:Carretera Austral APU.jpg, de la cual es un homenaje al dictador por la construcción de dicha ruta y calificada como un “visionario patriota”. El 2023, y en coincidencia por los 50 años del Golpe de Estado del 11 de septiembre de 1973, el gobierno del Presidente Gabriel Boric, está planificando el proceso de reemplazo, por un nuevo monumento que homenajea al Cuerpo Militar del Trabajo por la construcción de la Ruta 7. Dicho monumento no se encuentra legalizado por la ley 17.288. El alcalde de la comuna de Puerto Cisnes, Francisco Roncagliolo de Renovación Nacional, afirmó al diario La Tercera que "desconoce el plan", y sostuvo que "por ahora no se ha consultado a la comunidad"

## Población
La número de pobladores ha experimentado un crecimiento sostenido durante las últimas décadas, con un incremento de 2.84% anual según los datos de los censos de población del 2002 y el 2017.
| Gráfica de evolución demográfica de La Junta entre 1992 y 2017 |
|                                                                |

## Economía
Las actividades económicas principales de La Junta son la ganadería, el comercio y el turismo, siendo la primera localidad del extremo norte de la Región de Aysén. Esta estratégica ubicación entre Chaitén y Coyhaique, junto a la confluencia de los ríos Rosselot y Palena, ha convertido a La Junta en un punto clave para los viajeros que transitan por la Carretera Austral. Además, su proximidad a importantes áreas naturales, como el Parque Nacional Queulat y la Reserva Nacional Lago Rosselot, atrae a turistas interesados en el ecoturismo, el senderismo, la pesca deportiva y actividades acuáticas. La localidad también es conocida por sus aguas termales, como las de las Termas del Sauce, ubicadas a solo 20 km de distancia, lo que complementa su oferta turística. La presencia de pequeños comercios, alojamientos y restaurantes también ha fortalecido su economía local, convirtiéndola en un destino popular para quienes buscan conectar con la naturaleza y disfrutar de la tranquilidad de la Patagonia. 

## Medios de comunicación

### Radioemisoras

#### FM
- 96.1 MHz - Radio Santa María
- 104.7 MHz - Radio Ventisqueros

### Televisión

#### TDT
Canales de televisión en señal abierta digital (TVD) con dial definitiva, aunque sin iniciar las transmisiones en el sector, las cuales son:
- 7.1 - TVN
- 7.2 - NTV
- 7.31 - TVN One Seg
- 13.1 - Canal 13 HD
- 13.2 - T13 En Vivo
- 13.31 - Canal 13 One Seg

También se encuentra asignada esta señal, pero sin embargo, es posible que el canal pueda renunciar su concesión de televisión como lo que ha ocurrido en otras ciudades del país 
- 9.1 - Mega
- 9.2 - Mega 2
- 9.31 - Mega One Seg